# Nagrada Lovro pl. Matačić
Nagradu Lovro pl. Matačić utemeljilo je 1990. godine Hrvatsko društvo glazbenih umjetnika, želeći njome osobito istaknuti iznimna umjetnička ostvarenja i karijere svojih članova. Ova nagrada za životno djelo sastoji se od srebrno-zlatne medalje s likom Lovre pl. Matačića (rad akademskog kipara Ozrena Fellera), diplome i novčanoga iznosa. Dobitnicima se uručuje svake druge godine na koncertu Zagrebačke filharmonije »In memoriam Lovro pl. Matačić«.

## Dobitnici i dobitnice
- 1990. – Boris Papandopulo
- 1992. – Ivo Maček
- 1994. – Milan Horvat
- 1996. – Jurica Murai
- 1998. – Tomislav Neralić
- 2000. – Ruža Pospiš Baldani
- 2002. – Srebrenka Sena Jurinac
- 2004. – Berislav Klobučar
- 2006. – Mladen Bašić
- 2008. – Stjepan Radić
- 2010. – Anđelko Klobučar
- 2012. – Pavle Dešpalj
- 2014. – Nikša Bareza[2]
- 2016. – Tonko Ninić
- 2018. – Vladimir Kranjčević[3]
- 2020. – Pavica Gvozdić i Vladimir Krpan[4]
- 2022. – Valter Dešpalj[5]

## Vanjske poveznice
- Hrvatsko društvo glazbenih umjetnika  Arhivirana inačica izvorne stranice od 2. svibnja 2012. (Wayback Machine)
- HDGU – Nagrada Lovro pl. Matačić  Arhivirana inačica izvorne stranice od 6. ožujka 2008. (Wayback Machine)